# Centrum Kultury i Sztuki w Skierniewicach

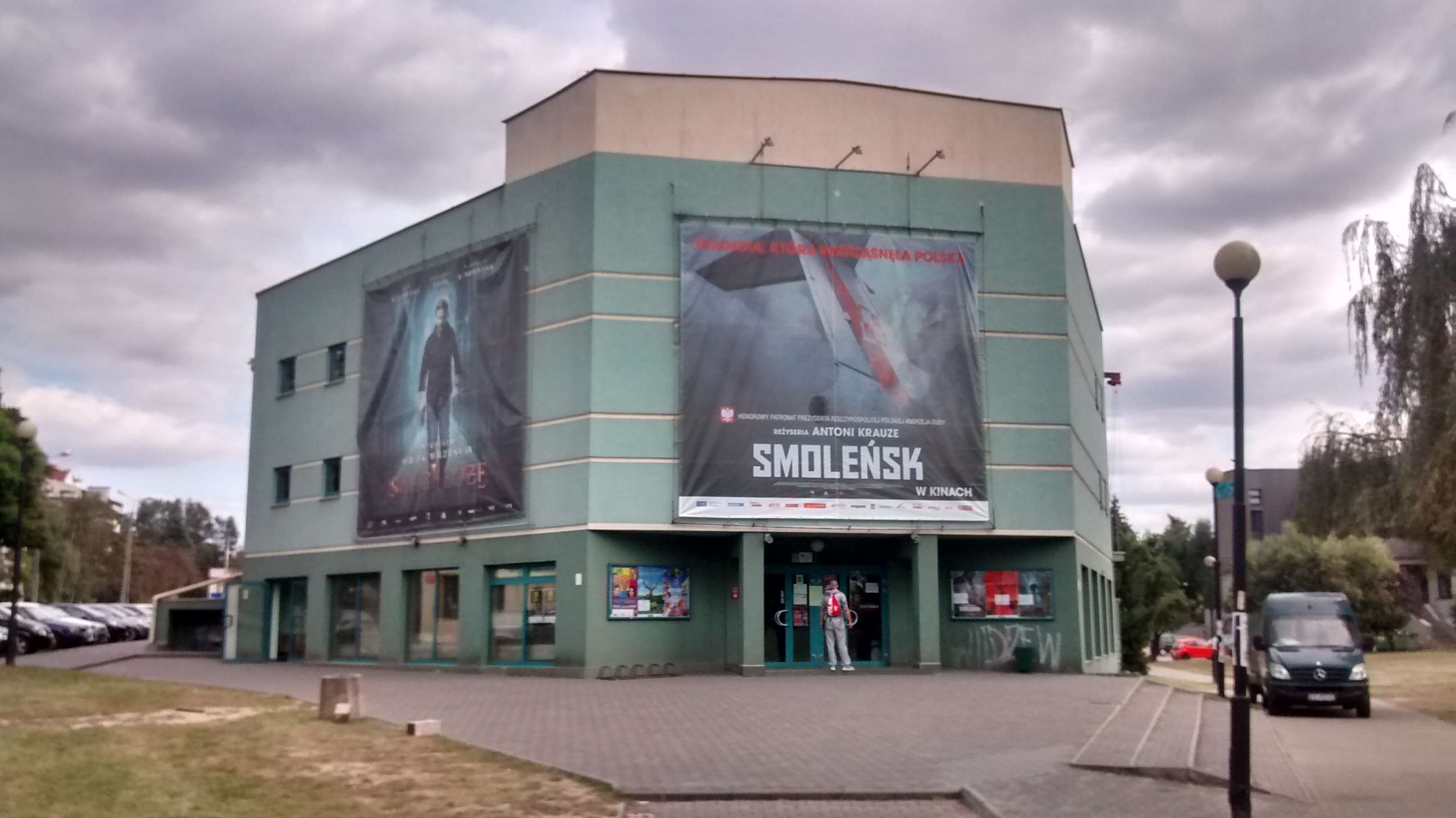
Kinoteatr Polonez

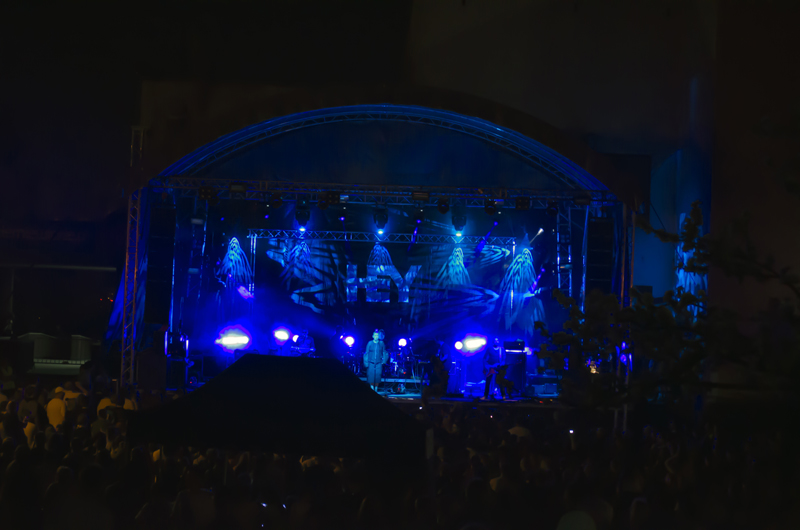
Zespół Hey na Rock May Festval 2012

Centrum Kultury i Sztuki – dom kultury w Skierniewicach w woj. łódzkim. W latach 1975–1998 pod nazwą Wojewódzki Dom Kultury (WDK). Znajduje się przy ul. Władysława Reymonta 33.
CKiS jest organizatorem corocznego ogólnopolskiego festiwalu Rock May Festival.
Do Centrum Kultury i Sztuki należą:
- Radio RSC[2]
- Kinoteatr Polonez[2]
- Klub Konstancja
- Regionalna Akademia Twórczej Przedsiębiorczości

Zakres działalność Miejskiego Ośrodka Kultury obejmuje:
- Edukacja kulturalna
- Zajęcia plastyczne
- Zajęcia teatralne
- Pracownia Florystyczna
- Pracownia ceramiki i gliny
- Warsztaty wokalne
- Akademia Tańca 4-20
- Pracownia działań twórczych „Plama”
- Dyskusyjny Klub Filmowy „Eroica”
- Pracownia Desing
- Warsztaty dziennikarskie
- Nauka gry na instrumentach (gitara, pianino)
- Amatorski Klub Filmowy „Jakby”
- Uniwersytet Trzeciego Wieku
- Zumba Fitnes
- Zajęcia taneczne „Lationo Solo”, „Street Dance”.
- Zespół Wokalny Tęcza

## Kluby
- Klub Konstancja
- Klub Zacisze
- Klub Seniora ARA
- Klub Seniora Zgoda
- Klub Seniora Ustronie
- Klub (zespół) Złote Arki